# Das fliegende Auto
Das fliegende Auto ist ein zweiteiliger, deutscher Sensations-Stummfilm von und mit Harry Piel aus dem Jahre 1920.

## Handlung
Einem alten Erfinder eines „fliegenden Autos“ ist sein Prototyp gestohlen worden. Vor lauter Gram siecht er langsam vor sich hin. Hinter dem Diebstahl steckt ein gewisser Gusson. Nun ist dieser auch noch hinter der Tochter des Erfinders her, da er in dem Medaillon, das sie um den Hals trägt, die Konstruktionspläne vermutet. Tausendsassa Harry Peel will die junge Frau beschützen, kann jedoch nicht verhindern, dass der Schurke dennoch in den Besitz des Medaillons gerät.
Mit Hilfe des Straßenmädchens Kitty kann Harry jedoch recht bald das Erbstück zurückerbeuten. Als Gusson seinen nächsten Raubzug, einen Bilderdiebstahl, durchführen will, ist Peel bereits gewarnt und kann auch dieses Schurkenstück vereiteln. Bei der Verfolgung Gussons gelingt es Peel, den verschollenen Prototypen wieder zu finden und ihn seinem rechtmäßigen Besitzer zurückzugeben. Als Gentleman alter Schule gelingt es Harry sogar, Kitty endlich von der Straße wegzuholen.

## Produktionsnotizen
Das fliegende Auto bestand aus den beiden Teilen Das Blumenmädchen von der Rialto-Brücke und Der Klub der Teufelsbrüder. Der Film passierte die Zensur am 7. September 1920, erhielt Jugendverbot und wurde am 10. September 1920 in der Schauburg erstaufgeführt. Der Streifen hatte sechs Akte und besaß eine Länge von 2503 Metern. Die österreichische Uraufführung war bereits am 2. September (Teil 1) bzw. am 6. September (Teil 2) 1921.
Die Spezialbauten wurden von Albert Korell entworfen, die Masken stammen von Paul Thürnagel. Wie in den meisten Piel-Filmen der Jahre 1920 bis 1923 übernahm Hermann Stetza ein Großteil der waghalsigen Stunts.

## Aufführung
Das fliegende Auto lief am 17. September 1920 in den Kammer-Lichtspielen, vormals Rodera Lichtspiele, in Dresden, Wilsdruffer Straße 29.

## Kritik
Paimann’s Filmlisten resümierte: „Stoff äußerst spannend, Spiel und Szenerie ausgezeichnet, Photos sehr gut. Ein Schlager.“